# کالج وارد (یوتا)
کالج وارد (به انگلیسی: College Ward) یک منطقهٔ مسکونی در ایالات متحده آمریکا است که در شهرستان کش، یوتا واقع شده‌است. کالج وارد ۱٬۳۷۰٫۰۹ متر بالاتر از سطح دریا قرار دارد.